# Пешчарско ковиље
Пешчарско ковиље (лат. Stipa borysthenica) је Евроазијска врста трава (Poaceae). Настањује пешчаре и суве степске области Казакстана, југа Русије (Сибир) и неких земаља Европе. Тамо где још обитава (Чешка, Словачка, Пољска, Мађарска, Србија, Украјина) веома је редак постглацијални реликт.

## Опис биљке
Пешчарско ковиље је бусенаста вишегодишња биљка која нарасте до око метар висине (најчешће 40–90 cm). Стабљика је витка и усправна. Лиска листа је сивкастозелена и 2–5 mm широка. Лисни рукавци су ± длакави, у горњем делу стабла рапави и ситно брадавичави између нерава. Плева је дуга 20 mm, а заједно са осјем 75 mm. Доња плевица дуга је 17–22 mm и при основи маљава. Осје је дуго до 45 cm (у просеку 25–40 cm), свинуто је, то јест доњи део оси је при осовини увијен у спиралу. Горњи део оси (субула) длакав, дуг 20–30 cm. Доњи део плода слабо савијен, горњи део дужи, го.
Биљка цвета почетком лета, у мају и јуну, не мање атрактивно од других врста ковиља – теписи који таласају у ветру попут плаве косе, прави су украс пешчара.

## Таксономска припадност
По хабитусу пешчарско ковиље веома личи на перасто, пошто је савинута ос или бодља плеве и код ове врсте перасто длакава, али је од ње снажнија и сивкастија. Лиска пешчарског ковиља је гола, шира, дебља и тврђа него код перастог.
Ботаничарима у региону Средње Европе ово ковиље је познатије под синонимом Stipa sabulosa.
Данас насупрот старијој морфолошкој школи, све више преовладава генетски приступ који раздваја врсте на основу броја хромозома и других одлика. Тако савремена ревизија рода Stipa заузима став да генетски нема велике разлике између веома сличног перастог ковиља (S. pennata subsp. pennata) и пешчарског (S. pennata subsp. sabulosa) те се заправо ради о подврстама исте врсте (кариотип обе има исти број – по 44 – хромозома). Али са напоменом да је варијабилност велика, јер постоје комплексне интраспецифичне варијације.

## Станиште
Пешчарско ковиље расте на степским ливадама Панонске зоне, где преферира песковите подлоге, богате кречом. Поред длакавог ковиља (S. capillata) ово је још једна пионирска врста Панонских пустара, то су биљке које међу првима везују еолске пескове.
У Србији живи у Војводини (Бачкој и Банату), и није налажено у другим деловима земље, иако постоје наводи за Рамску пешчару. Биогеографски је флорни елемент понтијско-панонског карактера.
Поред спонтаног повлачења, директна опасност јој прети од излетника и биљара, пошто је декоративна, па тамо где је пронађу користе је за украшавање букета.

## Привредни значај
Пешчарско ковиље има мали значај као крмна биљка, пошто настањује пешчаре и аридне пусте области, где је мало испаше.
Ово ковиље у Србији није посебно заштићено, али се његове малобројне популације налазе унутар заштићених добара, као што су Делиблатска и Суботичка пешчара. Некада је обитавало и на Тителском брегу, али је одатле изумрло.
| Врсте рода Stipa – ковиље |  |
| · S. aristella · S. balcanica · S. borysthenica · S. bromoides · S. capillata · S. dasyphylla · S. eriocaulis · S. lessingiana · S. pennata · S. pulcherrima · S. tirsa · |  |
| --- |  |